# Tabu (Roman)
Tabu ist der zweite Roman von Ferdinand von Schirach. Das Buch erschien im September 2013. Tabu thematisiert am Beispiel der Lebensgeschichte des Installationskünstlers Sebastian von Eschburg die Frage nach Schuld, Unschuld und Entschuldigung.

## Inhalt
Sebastian von Eschburg wächst in einem Jagdhaus im Süden von Deutschland auf. Seine Mutter ist passionierte Turnierreiterin, der Vater jagt in seiner Freizeit. Sebastian ist Synästhetiker. Seine Schulzeit verbringt er in einem Schweizer Internat. Während eines Ferienaufenthalts beobachtet er seinen Vater eines Abends beim Ausweiden eines Rehs. An jenem Abend erschießt sich der Vater später mit seinem Jagdgewehr. Der Junge findet die Leiche, nimmt heimlich das Zigarettenetui an sich und verlässt den Raum. Nach der Beerdigung löst die Mutter den Hausstand auf. Sebastian geht wieder in seine Schweizer Schule. Er zieht sich jetzt in eine Fantasiewelt zurück, was durch seine besondere Gabe, die Farben zu erleben, gefördert wird.
Das neue Zuhause der Familie Eschburg wird ein Reiterhof, wo die Mutter sich auf das Turnierreiten konzentriert. Dem nun sechzehnjährigen Sebastian stellt sie ihren neuen Freund vor, den Sebastian stets „den Macher“ nennt. Die Beziehung zwischen dem Macher und Sebastian ist angespannt. Der Junge bleibt misstrauisch und distanziert, da er seinem Vater immer noch nachtrauert.
Nach dem Abitur beginnt Sebastian eine Lehre bei einem Fotografen. Nach der Ausbildung eröffnet er sein eigenes Atelier in Berlin. Seine unbearbeiteten Fotografien sind erschreckend naturalistisch. Er setzt auf die Wirkung von „Wahrheit“ und „Wirklichkeit“ der Fotos. Durch diese besonderen Merkmale wird Eschburg zu einem berühmten und gefragten Fotografen. Privat beginnt  Sebastian eine Beziehung mit Sofia.
Dann folgt ein Schnitt in der Erzählung: Es werden neue Personen vorgestellt, darunter ein namenloser Polizist, der einen ebenso namenlosen Verdächtigen verhört und die Staatsanwältin Monika Landau im Mittelpunkt. Offenbar wurde ein Verbrechen begangen, bei dem vermutlich eine junge Frau getötet wurde. Man findet Indizien und die mutmaßliche Mordwaffe. Allerdings fehlt die Leiche. Der Verdächtige ist Sebastian von Eschburg. Während des Verhörs droht ein Polizist den Verdächtigen zu foltern, um das mutmaßliche Opfer zu retten. Sebastian gesteht unter Androhung von Waterboarding den vermeintlichen Mord.
Der renommierte Berliner Anwalt Konrad Biegler übernimmt den „Fall Eschburg“. Während Bieglers und Sofias Spurensuche in Eschburgs früherer Heimat stellt sich heraus, dass Eschburg eine Halbschwester hat, die das schottische Internat Gordonstoun besucht. Im Prozess stellt es sich heraus, dass der mutmaßliche Mord inszeniert war. 

### Kindheit und Jugend
Sebastian von Eschburg wächst in dem Dorf Eschburg auf, das zwischen München und Salzburg gelegen ist. Er lebt mit seinem Vater und seiner Mutter in einem Haus am See, in dem er auch geboren wurde. In diesem Haus gibt es viele Gegenstände aus aller Welt, die im Laufe der Zeit von vielen Generationen derer von Eschburg angesammelt worden sind. Mit zehn Jahren wird Sebastian in ein Internat in der Schweiz geschickt. Lediglich in den großen Ferien kehrt er in das Haus am See zurück. Nach dem Tod seines Vaters zieht er mit seiner Mutter auf einen gepachteten Reiterhof in der Nähe von Freiburg. Als Sebastian 16 Jahre alt ist, zieht der neue Freund der Mutter bei ihnen ein. Mit 18 Jahren verlässt Sebastian das Internat.

### Erwachsener
Nach einem kurzen Aufenthalt auf dem Reiterhof mietet Sebastian ein winziges möbliertes Zimmer in Berlin-Charlottenburg. Nach einigen Jahren zieht er in ein zweistöckiges Fabrikgebäude im Hof eines Wohnhauses in der Linienstraße in Berlin-Mitte. In der unteren Etage richtet er ein Fotostudio ein, in der oberen Etage wohnt er. Vier Jahre später fliegt er für ein geschäftliches Essen mit Sofia nach Paris. In Paris beginnt ihre Liebesbeziehung. Gemeinsam fliegen sie ein wenig später nach Madrid, um sich die bekleidete und die nackte Maja von Goya anzuschauen. Dieses Werk inspiriert Sebastian für seine Fotografie Majas Männer. Um dieses Werk zu realisieren, fahren sie zu einem Pornoproduzenten, der in einem kleinen viereckigen Haus wohnt, welches ganz oben auf einem Hügel liegt. Auf dem Rückweg kommen Sofia und Sebastian nach Eschburg. Das Dorf hat sich insgesamt sehr verändert, alles wurde modernisiert. Aus dem Haus am See wurde ein Golf-Resort erbaut. Einzig der See hat sich nicht verändert. Nach der Verhaftung Sebastians aufgrund eines Mordverdachts wird ihm in einem Verhör im Polizeipräsidium von einem Polizisten die Folter angedroht. Dadurch gesteht Sebastian seine vermeintliche Tat. In der Untersuchungshaftanstalt führen Sebastian und sein Verteidiger Biegler mehrere Gespräche, darunter eines über die Frage: „Was ist Schuld?“ Eine zentrale Rolle spielt der Gerichtssaal, in dem das Geständnis Sebastians für unverwertbar erklärt wird. Dort löst sich auch das Rätsel um den Mordfall endgültig auf.

### Personen
Sebastian von Eschburg
Sebastian ist ein Sprössling aus verarmtem Adel. Er wächst als Einzelkind auf, die Eltern kümmern sich nur sporadisch um ihn, schon während seiner Internatszeit ist er ein Einzelgänger. Er ist Synästhetiker, und diese besondere Begabung wirkt sich auf die Bilder aus, die er als Berufsfotograf herstellt. Seine Freundin Sofia scheint die Einzige zu sein, die Verständnis für seine Eigenheiten aufbringt.
Die Eltern
Sebastians Eltern gehen ihre eigenen Wege. Als die Ehe endgültig zu scheitern droht, wird der Vater Alkoholiker und nimmt sich schließlich das Leben. Nach seinem Tod stellt sich heraus, dass er in Österreich mit der Tochter eines Gastwirts ein Kind gezeugt hat, dessen Geburt er aber nicht mehr erlebt.
Senja Finks
Senja Finks, aus der Ukraine stammend, ist eine Nachbarin Sebastians. Eines Tages wird sie angeblich Opfer eines Gewaltverbrechens. Der Täter, der auch Sebastian niederschlägt, war angeblich Senjas Zuhälter. Eine Anzeige wird nicht erstattet, ob sie überhaupt real war oder nur in der Phantasie Sebastians existiert hat, bleibt offen.
Der Rechtsanwalt
Der Strafverteidiger Konrad Biegler befindet sich gerade in Kur, um sich von einem Burn-out zu erholen, als er von Sebastian, der des Mordes angeklagt ist, um Hilfe gebeten wird und zwar aufgrund eines Zeitungsartikels, in welchem Biegler behauptet, „Wahrheit und Wirklichkeit seien ganz verschiedene Dinge, so wie Recht und Moral sich unterscheiden würden“. Mithilfe genauer Recherchen und langer Berufserfahrung kann er beweisen, dass der ganze Fall eine reine Inszenierung war, und beweist die Unschuld Eschburgs, erweist sich also als ein echter „Anwalt des Rechts“.

## Form
Entsprechend der Bedeutung der Farben im Leben des Synästhetikers Eschburg sind die Kapitel des Buches, die gleichbedeutend mit seinen Lebensabschnitten sind, durch die Farben Grün, Rot, Blau und Weiß gekennzeichnet. Weiß bedeutet, wie es ein Hinweis auf die Farbenlehre des Physikers Helmholtz andeutet, eine Synthese einzelner Lebensabschnitte des Protagonisten.

## Deutungen
Unterschiedliche Tabubrüche spielen im Leben der Hauptfigur Sebastian von Eschburg eine Rolle, so der Selbstmord des Vaters, der in der Familie verschwiegen wird, oder ein möglicher Geschwisterinzest.
Auf den ersten Blick ein reiner Kriminalroman, handelt es sich eher um einen psychologischen, gesellschaftskritischen Roman, in dem Vorstellungen über das Verbrechen selbst und die gesellschaftlichen Ursachen und die Rechtmäßigkeit der Ermittlungsmethoden erörtert werden.
Ein weiteres Thema ist die Bedeutung der Kunst für die Gesellschaft im Allgemeinen und den Protagonisten im Besonderen. Für Eschburg ist die Kunst ein Zufluchtsort, wo er seine Erlebnisse und Eindrücke von der Welt verarbeiten kann und der ihm so zur Flucht aus der Realität verhilft.
Seine Fotografien machen ihm die Menschen und ihre Welt erträglich, da er sie in einer gewissen Distanz betrachten kann. Die Kunst bietet ihm die Möglichkeit, die Farbenflut in seinem Kopf durch eintönige Farbgebungen in seinen Bildern zu bändigen. Für Eschburg ist die Kunst der einzige Weg, in der Welt zu bestehen. Da ihm der Umgang mit Menschen und mit gesellschaftlichen Normen schwerfällt, wird die Kunst für ihn ein Mittel der Kommunikation mit Außenstehenden.
Wie es von Schirach suggeriert, befindet sich der Künstler stets auf der Suche nach Wahrheit, indem er mittels der Kunst den Versuch unternimmt, den Unterschied zwischen Wahrheit und Wirklichkeit auszudrücken.

## Kritik
Die deutschsprachige Literaturkritik reagierte überwiegend negativ auf von Schirachs Buch.
Verena Mayer von der Süddeutschen Zeitung hält das Buch für ein „Thesengebäude mit blutleeren Figuren“ und trauert den beiden Vorgängerbüchern des Autors – Verbrechen und Schuld – nach. Der Rezensent der Frankfurter Allgemeinen Zeitung, Hans Hintermeier, kritisiert die blassen und schablonenhaft wirkenden Figuren und die „banalen“ Dialoge. Er hält die „philosophischen Reflexionen der Protagonisten [für] plattes Geschwurbel“.
Ein Verriss ist die Kritik von Ulrich Greiner in der Zeit. Der Autor liebe das philosophische Faseln und „bedeutungsschwangeren Psychologismus“. Den Themen, die der Roman anreißt – was bedeutet Wahrheit in der Kunst und was im Leben? – sei die Sprache des Autors nicht gewachsen, und im Ganzen handele es sich in dem Buch „um einen großen Bluff“.
Positiv wird von Schirachs Roman dagegen von Matthias Matussek im Spiegel beurteilt: „Wie wundervoll, so ein Buch, das aus lauter klaren Sätzen besteht, die schlank sind und klug, die nachschwingen und in ihrem Schönheitssog den Leser mitziehen auf eine Reise ins vorzivilisatorische Grauen. ... Dieser Roman, der mit unendlich vielen Ebenen arbeitet, ist nicht nur kunstvoll gefügt, sondern er löst sich selbst in Kunst auf.“

### Ausland
Im Ausland wurde Tabu positiv aufgenommen. In Großbritannien, wo das Buch den Titel The Girl Who Wasn’t There trägt, schrieb die Sunday Times: „Ferdinand von Schirach ist einer der gefeiertsten Kriminalautoren Europas“, es handle sich um einen „anspruchsvollen Roman über einen Mann, dessen emotionale Unberührtheit ebenso unterkühlt wie destruktiv ist“. Der Guardian erklärt, der Roman sei in „wunderbar zurückhaltendem Stil geschrieben“, der mit „der Unberührtheit des Protagonisten und seiner sehr abstrakten Sicht auf die Welt übereinstimme“. Der Observer meint, Schirach schreibe in einer „eiskalten, mühelos eleganten Sprache“, der Roman sei „so fesselnd und exzentrisch wie sein Protagonist.“ Der Daily Telegraph hält Schirach für „eine der markantesten Stimmen der europäischen Literatur“. In England erreichte The Girl Who Wasn’t There Platz 1 der Bestsellerliste der TIMES (The Times Saturday Review).
Von Schirachs Tabu wurde 2015 in Japan sogar auf die Theaterbühne gebracht. Die Uraufführung fand im Neuen Nationaltheater in Tokio unter Anwesenheit von Schirachs statt.

## Ausgabe
- Ferdinand von Schirach: Tabu. Piper Verlag, München 2013, ISBN 978-3-492-05569-7.